# عید شما مبارک (آلبوم موسیقی)
آلبوم عید شما مبارک یک آلبوم استودیویی مشترک با صدای مهستی، ستار و ناصر چشم آذر است که برای بار نخست در سال ۱۹۸۱میلادی (۱۳۶۰ خورشیدی) توسط شرکت ساندکس (.Soundex Enterprises, Inc) روی نوار کاست به شماره SXC 311 تکثیر و پخش شده است. 
کلیه امتیاز آهنگهای این نوار کاست در اختیار «سازمان بین‌المللی شیوا» می‌باشد که این شرکت متعلق به پرویز قریب افشار بوده است.
این کاست دو چاپ دارد که در چاپ اول انتشار ۱۹۸۱ [نوروز ۱۳۶۰] و در چاپ دیگر انتشار ۱۹۸۲ [اواخر سال ۱۳۶۰] نوشته شده است.
آلبوم عید شما مبارک نخستین آلبوم ایرانی منتشر شده در سال‌های بعد از انقلاب و در خارج از کشور است.

## لیست ترانه‌ها
در آلبوم «عید شما مبارک» ۷ ترانه بر روی اول و روی دوم نوار کاست ضبط شده است، که مشخصات آن‌ها بر اساس توضیحات روی جلد، به شرح زیر است:
| روی نوار | شماره | نام ترانه     | خواننده       | ترانه‌سرا       | آهنگساز     | تنظیم کننده | مدت (دقیقه) |
| -------- | ----- | ------------- | ------------- | -------------- | ----------- | ----------- | ----------- |
| روی اول  | ۱     | بر باد رفته   | مهستی         | بیژن سمندر     | ناصر چشم‌آذر | ناصر چشم‌آذر | ۳:۴۷        |
| روی اول  | ۲     | عاشق          | ستار          | * ژاکلین       | ناصر چشم‌آذر | ناصر چشم‌آذر | ۵:۱۳        |
| روی اول  | ۳     | عید شما مبارک | ناصر [چشم‌آذر] | بیژن سمندر     | ناصر چشم‌آذر | ناصر چشم‌آذر | ۵:۲۰        |
| روی اول  | ۴     | ایران         | ستار          | [علیرضا] میبدی | عماد رام    | ناصر چشم‌آذر | ۸:۲۴        |
| روی دوم  | ۱     | میخانه        | مهستی         | بیژن سمندر     | ناصر چشم‌آذر | ناصر چشم‌آذر | ۶:۳۹        |
| روی دوم  | ۲     | دروغ          | ناصر [چشم‌آذر] | بیژن سمندر     | ناصر چشم‌آذر | ناصر چشم‌آذر | ۸:۲۶        |
| روی دوم  | ۳     | پرنده مهاجر   | مهستی         | بیژن سمندر     | ناصر چشم‌آذر | ناصر چشم‌آذر | ۵:۰۸        |
| روی دوم  | ۴     | عید شما مبارک | ناصر چشم‌آذر   | بدون کلام      | ناصر چشم‌آذر | ناصر چشم‌آذر | ۲:۳۰        |

* روی جلد به اشتباه، بیژن سمندر به عنوان ترانه‌سرای ترانه عاشق درج شده است.

## توضیحات جانبی ترانه‌های آلبوم

### عاشق
- ترانه عاشق با نام «کاش» یا «ای کاش» نیز شناخته می‌شود، که در آلبوم شازده خانوم با نام کاش در سال ۱۳۷۷ بازنشر شده است .[۴]
- نام ترانه‌سرای ترانهٔ عاشق بر روی جلد آلبوم به اشتباه درج شده است. بر اساس بسیاری از منابع، ژاکلین ترانه‌سرای ترانهٔ «عاشق» می‌باشد[۳] در صورتی که بر روی جلد آلبوم اینگونه درج شده است: «اشعار: بیژن سمندر. *ایران ایران: شعر از میبدی».

### ایران
- ترانه "ایران" که بیشتر با نام "ایران ایران" مشهور است، اولین بار در سال ۱۳۵۷ توسط مازیار (عبدالرضا کیانی‌نژاد) و با تنظیمی از محمد شمس اجرا شده است. ترانه ایران ایران در سال ۱۳۶۱ در آلبوم «عید شما مبارک» با تنظیمی جدید از ناصر چشم‌آذر، توسط ستار بازخوانی شد.[۶]

### میخانه (میخونه)
- علاوه بر ترانه میخانه ترانهٔ دیگری هم با نام «میخونه بی شراب» با صدای مهستی در آلبوم اسیر مهستی منتشر شده است، که ممکن است با این ترانه اشتباه شود.

### پرنده مهاجر
- انتشار نخست ترانه‌ی پرنده مهاجر در سال ۱۳۵۹ بوده است. براساس گفته‌های پرویز قریب‌افشار این ترانه پس از ضبط جهت انتشار به ایران فرستاده و به دست وارطان آوانسیان سپرده شده است‌‌. ولی با این حال تا به الان تنها کاست رسمی دیده شده از کمپانی معتبری که ترانه‌ی "پرنده مهاجر" را در ایران منتشر کرده باشد، کمپانی کاسپین است‌.‌

### عید شما مبارک
- آهنگ بدون کلام ترانه «عید شما مبارک» در انتهای روی دوم نوار ضبط شده است ولی در توضیحات روی جلد آلبوم اشاره‌ای به آن نشده است.

## مطلع ترانه‌های آلبوم
1. بر باد رفته (درد غربت): شب که میشه، درد غربت با منه / غم غریبی، دلمو آتیش میزنه
2. عاشق: کاش بدونم از کدوم جاده میای / تا دو تا دستامو دروازه کنم
3. عید شما مبارک: سال نو گل آورد، زمستونو بهار کرد / سال بعد بارو بست، یواش یواش فرار کرد
4. ایران (ایران ایران): دیگه ندارم، طاقت موندن / من این شهرو رها می‌کنم از درد شبونه
5. میخانه (میخونه): در میخونه رو وا کن، که من تشنهٔ یک جامم / بده می که توی مستی بگریم به سرانجامم
6. دروغ: آدما بعضی وقتا، نمیخوان حرفا رو باور بکنن / آخه تا کی مگه میشه، آدما به همدیگه دروغ بگن
7. پرنده مهاجر: تو خونه، مرغ عشق بودم، حالا چه ویلونم / صدام دیگه شکسته شد، برای کی بخونم؟

## دیگر منابع
- توضیحات روی جلد نوار کاست «عید شما مبارک»
- ترانه‌شناسی مازیار